# Contone
Contone (in dialetto ticinese Contòn) è una frazione di 819 abitanti del comune svizzero di Gambarogno, nel Canton Ticino (distretto di Locarno).

## Geografia fisica
Il paese è situato sul piano di Magadino ai piedi del passo del Monte Ceneri; per questo gli abitanti di Contone in dialetto sono chiamati maia scendra ("mangia cenere").

## Storia

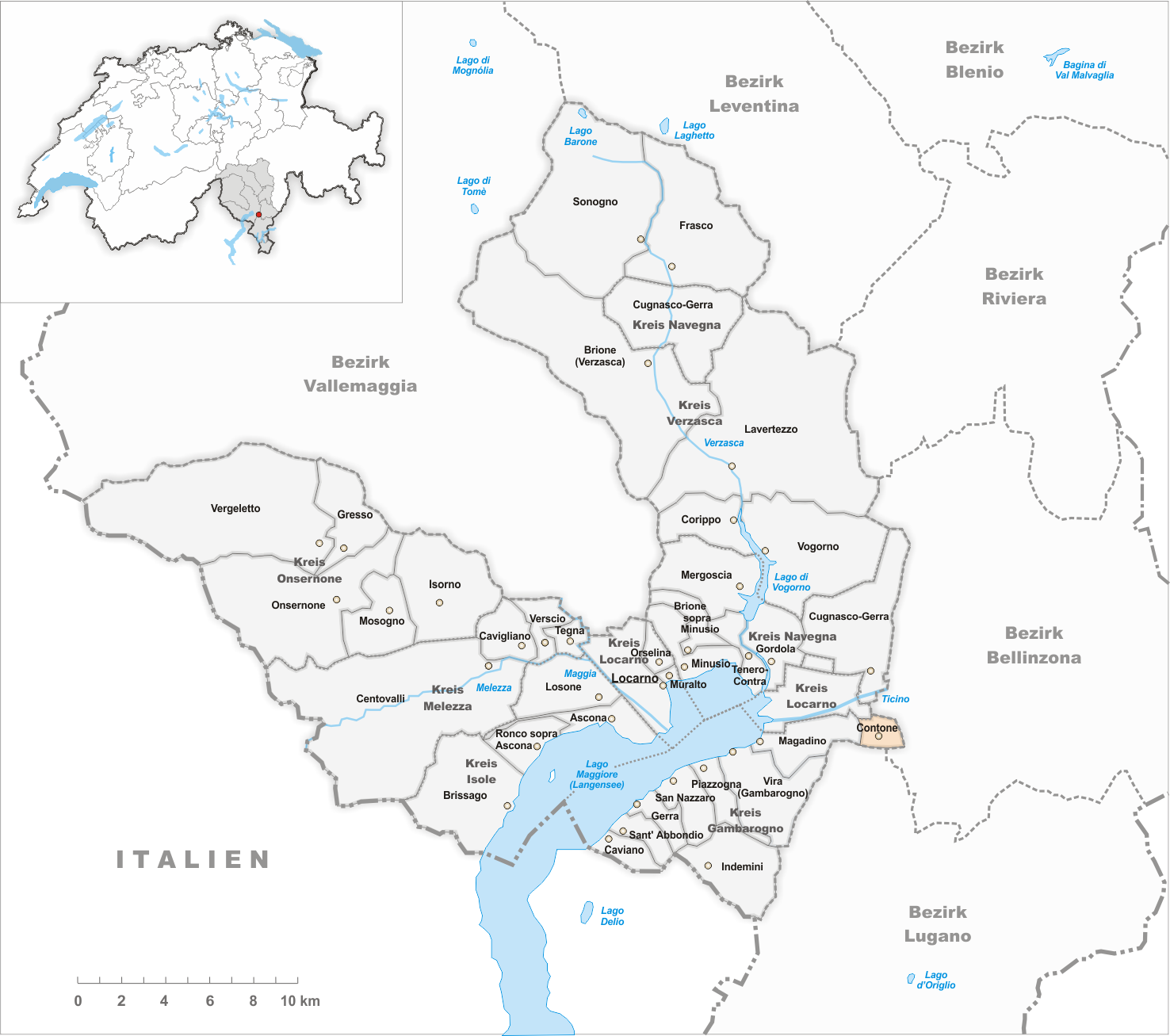
Il territorio del comune di Contone prima degli accorpamenti comunali del 2010

Già comune autonomo che si estendeva per 2,3 km², nel 2010 è stato accorpato agli altri comuni soppressi di Caviano, Gerra Gambarogno, Indemini, Magadino, Piazzogna, San Nazzaro, Sant'Abbondio e Vira Gambarogno per formare il comune di Gambarogno. La fusione è stata decisa dal Consiglio di Stato il 16 aprile 2008 e approvata dal Gran Consiglio ticinese il 23 giugno successivo.

## Monumenti e luoghi d'interesse

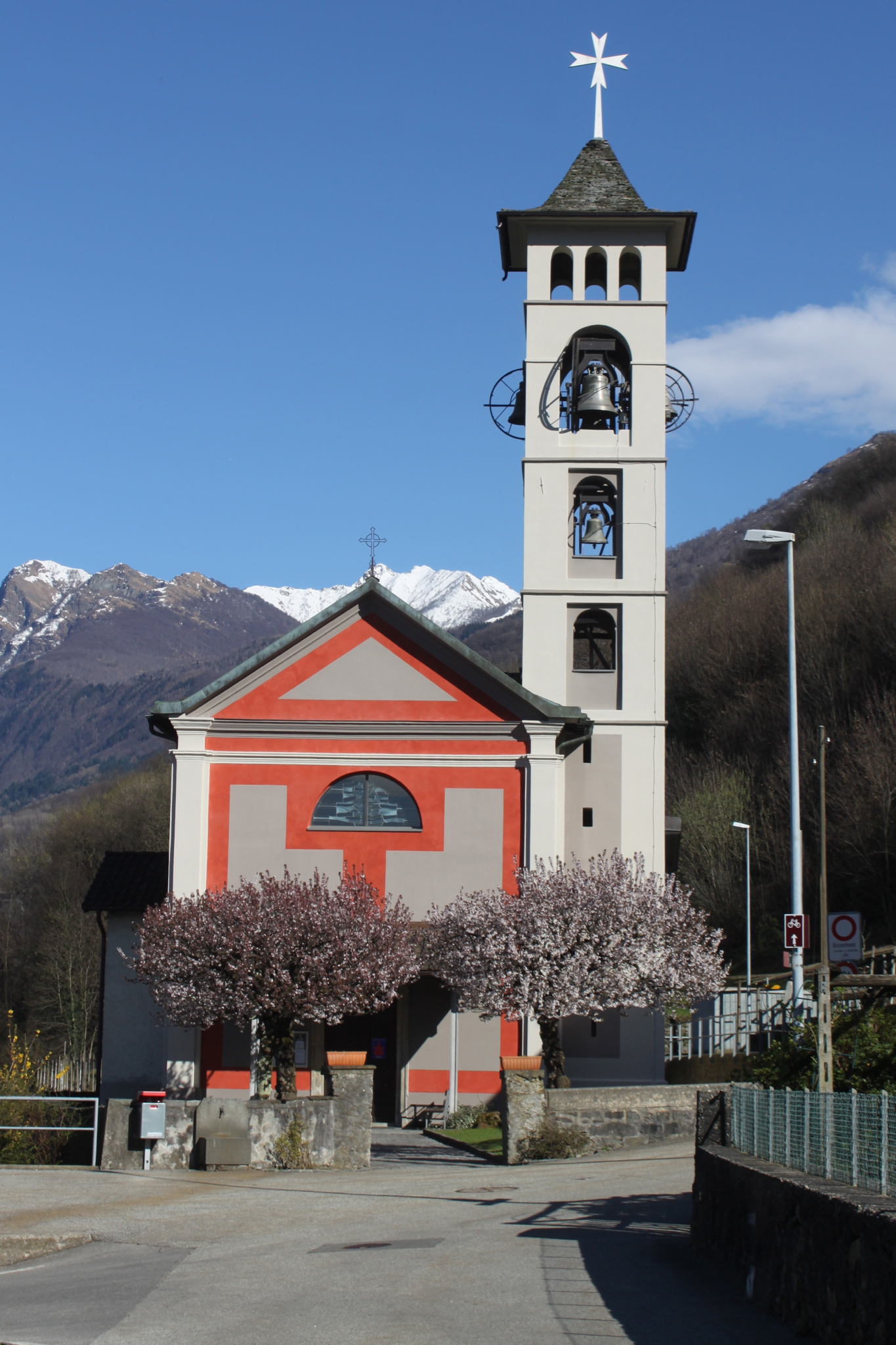
La chiesa parrocchiale di San Giovanni Battista

- Chiesa parrocchiale di San Giovanni Battista, del XVI secolo[2];
- Rovine dell'antica chiesa romanica di San Nicola di Bari[2][3].

## Società

### Evoluzione demografica
L'evoluzione demografica è riportata nella seguente tabella:
Abitanti censiti

## Amministrazione
Ogni famiglia originaria del luogo fa parte del cosiddetto comune patriziale e ha la responsabilità della manutenzione di ogni bene ricadente all'interno dei confini della frazione.